# Okenia academica
Okenia academica Camacho-Garcia & Gosliner è un mollusco nudibranchio della famiglia Goniodorididae.